# 清浦奎吾
清浦 奎吾（きようら けいご、旧字体：淸浦 奎吾、1850年3月27日〈嘉永3年2月14日〉- 1942年〈昭和17年〉11月5日）は、日本の官僚、政治家。位階勲等爵位は従一位大勲位伯爵。幼名は普寂（ふじゃく）。旧姓大久保（おおくぼ）。
肥後（現在の熊本県）出身。司法・内務官僚として活躍した後に貴族院議員となり、官界や貴族院に大きな影響力を持った。その後、司法大臣、農商務大臣、内務大臣、枢密顧問官、枢密院副議長、枢密院議長を歴任。
1924年（大正13年）に第23代内閣総理大臣として組閣したが、超然主義との批判を受け、選挙に大敗したため5か月で総辞職した。その後は重臣として国事に関与した。

## 生涯

### 生い立ち
嘉永3年（1850年）2月14日、肥後国山鹿郡上御宇田村（現：山鹿市鹿本町来民）の明照寺（浄土真宗本願寺派）住職・大久保了思の五男に生まれ、後に清浦の姓を名乗った。清浦は慶応元年（1865年）から、豊後国日田で、漢学者・広瀬淡窓が主催する咸宜園に学んだ。同窓生には横田国臣がおり親友となったほか、日田県令を勤めていた松方正義、野村盛秀の知遇を得ている。1872年（明治5年）に上京し、埼玉県県令となっていた野村宅を訪問した際に、埼玉県の教育に力を貸すよう求められ、11月27日には埼玉県第21区小学第三校（通称は「風渡野（ふっとの）学校」。現・さいたま市立七里小学校）大教授（校長）申付として出仕した。1873年（明治6年）11月には、埼玉県権少属となり、1874年（明治7年）には権中属、1876年（明治9年）には中属となっている。

### 官僚時代
1876年（明治9年）8月11日には司法省に転じ、補司法省九等出仕として出仕した。これは岸良兼養の弟であり、清浦の同僚であった岸良俊介の推薦によるものであったとみられている。検事、太政官や内務省の小書記官、参事院議官補などを歴任するが、この間に、治罪法（今日の刑事訴訟法）の制定に関与した。このため、警視庁などから治罪法の講義を依頼され、それが『治罪法講義 随聴随筆』という本にもなり、広く警察官に読まれたという。
こうした活躍が、当時内務卿であった山縣有朋の目にとまり、1884年（明治17年）2月25日、全国の警察を統括する内務省警保局長に、34歳の若さで異例の抜擢を受けた。清浦の警保局長在任期間は7年間の長期に及んだが、その在任期間中の内務大臣は、5年余りが山縣であった。清浦の警保局長時代は条約改正交渉や国会開設のために警察制度の改革が求められており、警察官の教育制度である警官練習所・巡査練習所などが設置されている。
1891年（明治24年）4月9日、貴族院議員に勅任され、4月9日に警保局長を辞職した。間もなく警保局長時代から調整されていた欧州への視察に赴き、翌1892年（明治25年）4月に帰国した。貴族院では1906年（明治39年）まで研究会を率いて親山縣・反政党勢力の牙城にするとともに、伯爵以下の議員の互選に際しても選挙運動で活躍して研究会を第1会派に育て上げた。
1892年（明治25年）、第2次伊藤内閣の下で司法次官に任ぜられた。この内閣では山縣が司法大臣となっていたが、山縣は司法に全く知識がなかった。このため前司法大臣の山田顕義に相談したところ、清浦を推薦され、山縣も以前から清浦を知っていたため、これに応じたからであったという。伊藤内閣が成立したのは8月8日であるが、任命は8月23日であった。これは井上馨が清浦を警保局長に任命しようと交渉しており、これを円満に断るために時間がかかったためであるとという。

### 政治家として
1896年（明治29年）9月18日、第2次松方内閣が成立すると清浦は司法大臣に任ぜられた。1898年（明治31年）の第3次伊藤内閣では入閣しなかったものの、同年11月成立の第2次山縣内閣、1901年（明治34年）成立の第1次桂内閣でも司法大臣となり、第1次桂内閣では農商務大臣を兼任（後に専任）、内務大臣を兼任している。農商務大臣在任時には同郷の牧野輝智を農商務大臣秘書に起用した。清浦の司法大臣在任は合計で5年6ヶ月に及ぶ。1902年（明治35年）には勲功により男爵に叙爵された。また法典調査会の副総裁も度々務めている。
第1次西園寺内閣では農商務大臣を松岡康毅、逓信大臣を山縣伊三郎が務めていたが、「農商務の如き次官已下属僚皆な清浦派にて」「逓信の如き次官已下属僚皆な清浦及び大浦の派にて」という状況であり、両大臣の実権はほとんどなかった。原敬は清浦と大浦が内閣を動揺させるのではないかと警戒している。
1906年（明治39年）4月13日、枢密顧問官となり、同年5月17日、貴族院議員を辞職した。

### 組閣失敗と枢密院議長
1914年（大正3年）、シーメンス事件のあおりで倒れた第1次山本内閣の後を受けて、元老松方正義は徳川家達貴族院議長を奏薦し、3月29日に大命降下した。しかし徳川は受ける気はなく、同日中に元老は次の候補者を選定することになった。松方正義は清浦を提案し、山縣に説得を依頼した。清浦はこれを応諾し、政友会の協力を得るべく、同日夜に原敬との会談を行った。清浦は即位大礼の後に政友会政権を譲ることなどを条件に協力を求めたが、原は肯定的な回答をしなかった。3月31日に清浦は組閣の大命を受けた。諸政党は反発し、一時は政友会・中正会・立憲同志会・立憲国民党の四派合同で超然主義内閣の出現に反対する決議が行われる動きであったが、4月4日に同志会を除く三派が個別に決議を行う形となった。
それでも海軍大臣以外の人選は順調に進んだが、海軍は政友会に近い山本権兵衛前首相の影響下にあり、後継海相の選出は難航した。ようやく加藤友三郎中将と交渉を行うことになったが、加藤は新造艦の費用支出のため、内閣による責任支出を行うか臨時議会の開催を要求した。清浦は憲法の規定から組閣前に約束はできないと拒絶した。清浦は加藤と齋藤実海軍大臣に後継推薦を願ったが、「何人も加藤同様ならん」と拒絶された。組閣が不可能となった清浦は大命を拝辞した。世間ではこれを「鰻香内閣」と呼んだ。これは清浦自身の回想によれば、組閣が難航していることを質問された清浦が「大和田の前を通っているようなもので、匂ひだけはするが、御膳立てはなかなか来ないわい」と言ったことがもととなったとされる。

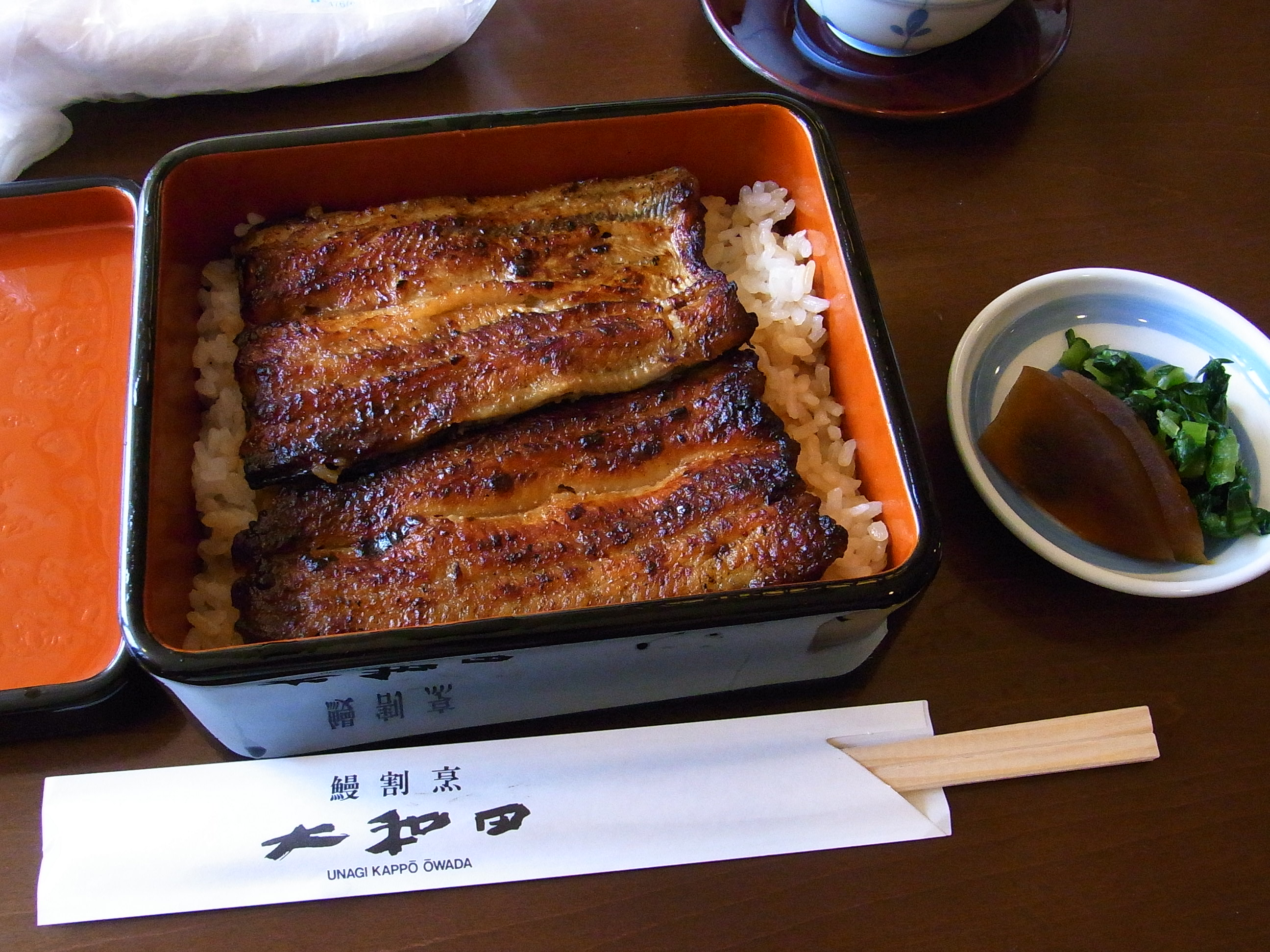
鰻割烹大和田の鰻重（2011年2月22日撮影）

1922年（大正11年）2月に山縣が没すると、後任の枢密院議長に就いた。高橋内閣が倒れた際には、「憲政の常道」に従って、第二党である憲政会の加藤高明を首相とするべきであるという意見を元老松方正義に伝えたが、もうひとりの元老西園寺公望には容れられなかった。

### 清浦内閣

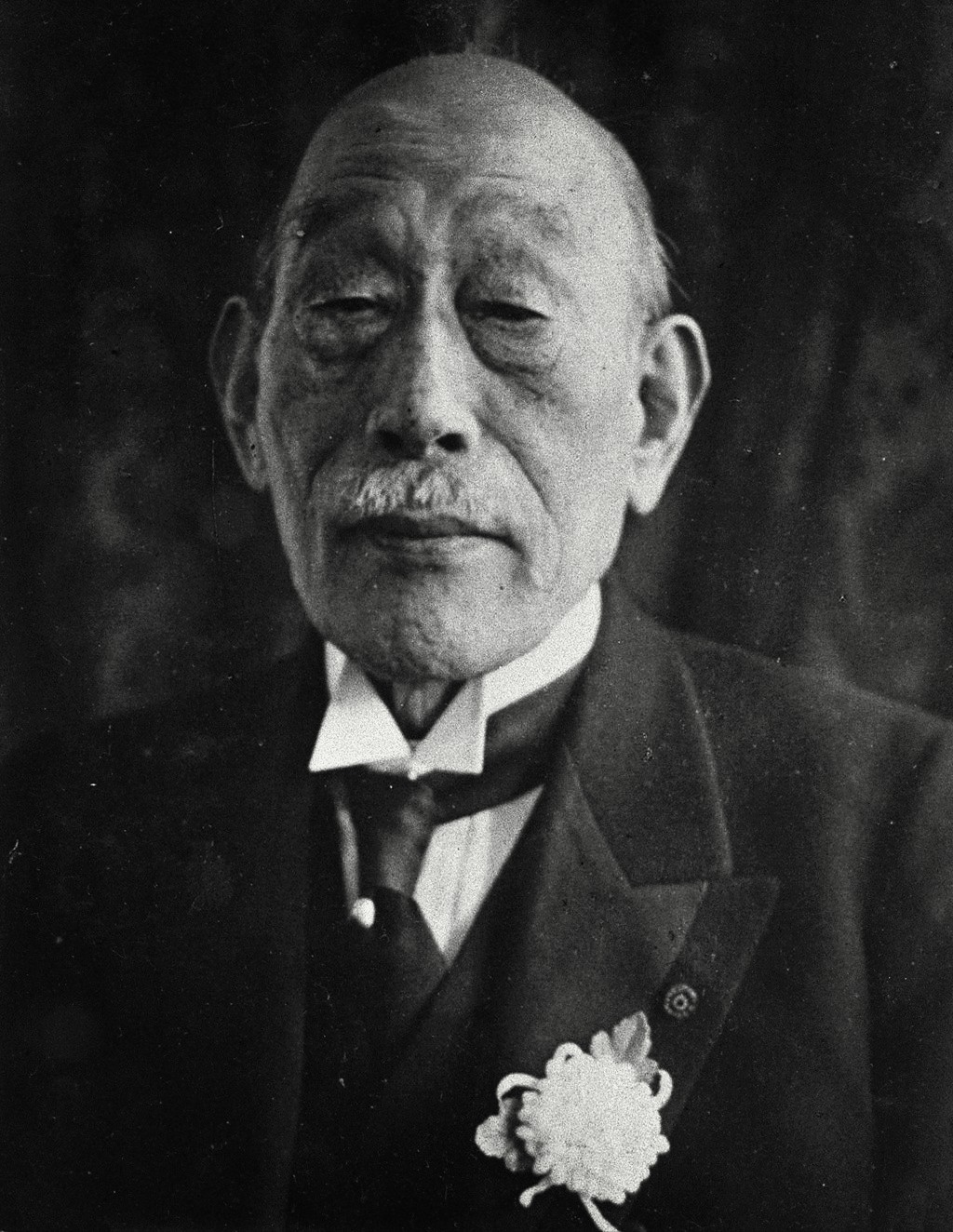
内閣総理大臣に就任したころの清浦

1923年（大正12年）、第2次山本内閣が虎ノ門事件で総辞職すると、総選挙施行のため公平な内閣の出現を望む西園寺の推薦によって、組閣の大命は再び清浦の下に降下した。1月1日に大命を受けた清浦は75歳という老齢と枢密院議長という職責から拝辞したい意向を1月3日に奏上するが、摂政宮裕仁親王より「此際の事であるから務めてやれ」という優諚を受けたため、清浦は組閣を行うこととなった。熊本県出身で総理大臣に就任したのは清浦が初めてだった。
清浦は組閣にあたって自らの支持基盤であった研究会を中心としたため、内閣の構成は貴族院に大きく偏重していた。貴族院からの入閣は研究会が3、交友倶楽部が2、茶話会が1、公正会が1という配分であり、陸海軍大臣のほかは外務次官であった松井慶四郎が入閣したのみであり、政党からの入閣者はなかった。ただし、西園寺が清浦推挙にあたって「政友会を尊重せしめ、政策により助けさせるが宣し」と述べたように西園寺は清浦内閣と政友会の協調が行われると考えており、清浦の側では政友会を敵とする意図は持っていなかった。また研究会は伝統的に政友会との協調関係を持っており、組閣にあたっても政友会との調整が行われていた。また内閣書記官長として政友会の衆議院議員であった小橋一太を招き、政友会との連絡も保持されていた。清浦は後に貴族院で「過渡期ニ於イテ斯ノ如キ内閣ガ憲政ノ常道に背クモノトハ思イマセヌ」と答弁している。
ところが山本内閣の後は政友会内閣であろうと考えていた政友会の派閥はこれに反発し、総裁高橋是清を辞任させようという動きが強まった。高橋派が主導権奪還のために清浦内閣との対決姿勢を強める一方、1月1日の夜には反高橋派である「改革派」の会合が行われ、清浦内閣に対し「積極的援助の方針を取る」ことが申し合わされている。
1月11日には都内の新聞各紙が清浦内閣に反発したこともあり、議会内外での倒閣の動きがはじまった。1月18日に枢密顧問官三浦梧楼の仲介で政友会総裁高橋是清、憲政会総理加藤高明、革新倶楽部犬養毅の会合が行われ、「特権内閣を一日も早く打倒」するという申し合わせが行われ、いわゆる護憲三派による倒閣活動「第二次護憲運動」が本格化した。
これを受けて1月22日の衆議院本会議では清浦首相が施政方針演説と普通選挙法案提出を行う予定であったが、裕仁親王成婚を控えた中で政争は慎むべきであるという政友会の小川平吉の動議により、29日までの休会が議決されたため、行われなかった。
一方、研究会の勢力拡大とその党派性の強い議会運営に反感を抱いていた「幸三派」と呼ばれる反研究会勢力による貴族院内での清浦批判も勢いづいた。
また護憲三派が2月1日に内閣不信任案を提出する意向を固め、これを察知した小橋書記官長はそれ以前の解散を進言した。清浦はこれを容れ、1月29日の本会議で解散を行った。これは「懲罰解散」と呼ばれ、各層の反感を買った。1月29日には政友会から「改革派」であった床次竹二郎一派149名が政友本党を結成して分裂し、清浦内閣の準与党となった。
5月10日に行われた第15回衆議院議員総選挙の結果、護憲三派は合計で281名が当選、一方で準与党の政友本党は改選前議席から33減の116議席となった。清浦はすでに敗北を予期しており、投票日の当日には辞任する意向を漏らしている。西園寺は「清浦は辞する必要はないと思ふ」と述べたものの、現実には議会運営は不可能であった。5月15日に清浦内閣は総辞職した。5か月間の短命内閣であった。清浦は憲政の常道に従い、第一党となった憲政会総裁加藤高明を推挙したいという意向を西園寺に伝えたが、西園寺は拒絶し、元老としての西園寺が改めて加藤を奏薦した。

### 内閣総理大臣退任後

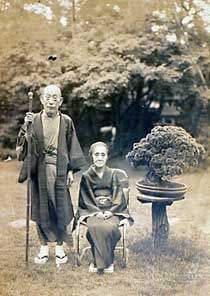
妻の清浦錬子（右）と

その後、清浦は重臣に列し、新聞協会会長なども歴任した。また重臣会議に参加し、五・一五事件の際には西園寺と同様に挙国一致内閣の成立を推している。また1931年（昭和6年）満州事変、1934年（昭和9年）の齋藤内閣崩壊の際には重臣として協議に参加している。1941年（昭和16年）の重臣会議で東條英機の後継首相擁立を承認した。この際、清浦は四輪の車椅子に乗り、酸素吸入器を用意して上京している。会議では林銑十郎が皇族内閣を提案したがそれに反対し、軍部からの首相を迎えるべきと意見している。1942年（昭和17年）11月5日、92歳の長寿を全うした。なお、薨去した時点では清浦は史上最長寿の総理大臣経験者であった。現在でも史上5番目に長寿の総理大臣で、戦前に限れば最長寿の総理大臣である。墓所は横浜市総持寺。
1992年（平成4年）に、清浦の生家山鹿市鹿本町明照寺の隣に清浦記念館が建てられた。なお、東京都大田区中央1丁目にある春日神社の石製社号標「村社 春日神社」は清浦の筆跡。また、東京都文京区にある護国寺の石標、東京都品川区にある品川神社の石標、埼玉県深谷市にある渋沢栄一記念館の裏手にある石標にも清浦の筆跡がある。埼玉県さいたま市見沼区風渡野の大圓寺（埼玉県第21区小学第三校が所在した）には清浦の顕彰碑、蓮沼の神明神社には清浦と共に教鞭を取った地元の名士である松澤恒次郎（象山）の顕彰碑の撰文と揮毫が清浦の筆跡である。

## 著作
- 『治罪法講義随聴随筆』薩埵正邦注釈、亀山貞義校閲、博聞社、1882年1月。 NCID BA36749856。全国書誌番号:40028626。
- 『於警官練習所清浦奎吾演述講談筆記』警官練習所、1889年5月。全国書誌番号:40021189。
- 醍醐忠敬 編『内務省警保局長清浦奎吾氏警察事項ニ関スル演説』華族会館、1891年2月。全国書誌番号:40021179。
- 『監獄費用ニ関スル意見』清浦奎吾、1891年4月。全国書誌番号:40029000。
- 和田錬太・平野貞次郎 編『奎堂余唾』警察機関社、1891年8月。 NCID BA3993855X。全国書誌番号:40021223。
  - 『奎堂余唾』（復刻版）信山社出版、2020年6月。ISBN 9784797273878。 NCID BB31280897。全国書誌番号:23418030。
- 『明治法制史』明法堂、1899年6月。 NCID BN03692336。
  - 『明治法制史』（再版）明法堂、1899年11月。 NCID BN0594303X。全国書誌番号:51008810。
  - 『明治法制史』（復刻版）信山社出版〈日本立法資料全集 別巻272〉、2003年7月。ISBN 9784797248111。 NCID BA63083378。全国書誌番号:20564239。
- 神山閏次 編『清浦男爵産業論集』博文館、1906年5月。 NCID BA37942137。全国書誌番号:40033544。
- 『清浦子爵演説』小橋一太、1922年5月。全国書誌番号:42020608。
- 『清浦内閣総理大臣ノ声明シタル衆議院解散理由』1924年。全国書誌番号:42016899。
- 『奎堂詩存』中川吉郎、1926年11月。 NCID BA31203185。全国書誌番号:43044281。
- 「昭和戊辰に就いて」『明治戊辰の回顧・昭和戊辰に就いて』東京講演会〈講演 No.31〉、1928年2月、17-27頁。全国書誌番号:44024955。
- 『清浦伯爵警察回顧録』警察協会、1929年4月。 NCID BA36473143。全国書誌番号:46082396。
- 内田市郎左衛門 編『奎堂夜話 米寿庵に於て』清快楼古屋旅館、1937年。全国書誌番号:44024994。
- 『奎堂夜話』今日の問題社、1938年10月。 NCID BN03234397。全国書誌番号:46051595 全国書誌番号:53016390。
  - 『奎堂夜話』（普及版）今日の問題社、1939年3月。 NCID BA37321865。全国書誌番号:44009794。

## 伝記
- 後藤武夫『子爵清浦奎吾伝』日本魂社、1924年5月。 NCID BN1347741X。全国書誌番号:54007175。
- 『伯爵清浦奎吾伝』徳富猪一郎監修、伯爵清浦奎吾伝刊行会、1935年7月。 NCID BN08009955。全国書誌番号:54004554。
- 清浦奎吾顕彰会常任理事 編『清浦奎吾小伝』清浦奎吾顕彰会、1986年10月。全国書誌番号:88057235。
- 『清浦奎吾』御厨貴監修、ゆまに書房〈歴代総理大臣伝記叢書 第14巻〉、2006年2月。ISBN 9784843317921。 NCID BA76029739。全国書誌番号:20994561。
- 『私人清浦奎吾 清浦奎明先生講演録』山鹿市教育委員会社会教育課〈新山鹿双書 12〉、2018年3月。全国書誌番号:23073330。
- 小野修三『明治憲法下の立憲主義者 清浦奎吾研究』世織書房、2020年1月。ISBN 9784866860107。 NCID BB2967136X。全国書誌番号:23331595。

## 親族
- 養父: 清浦秀達（熊本藩士、熊本県士族）
- 養母: 小島タミ（小島命長の長女）
- 父: 大久保了思（肥後国山鹿郡上御宇田村（現：山鹿市鹿本町来民）明照寺（浄土真宗本願寺派）住職）
- 妻: 清浦錬子（教育家）
- 三男: 清浦保恒（1883年 - 1928年、九曜商会取締役・熊本電気取締役）
- 四男: 清浦敬吉（清浦奎吉、1886年 - 1941年、九曜商会取締役）
- 五男: 清浦豊秋（1888年 - 1952年、九曜商会監査役）
- 六男: 清浦恒通（1891年 - 1973年）
- 七男: 清浦保直（1894年 - 1983年）
- 八男: 清浦末雄（1898年 - 1982年、陸軍少佐）
- 養女: 服部静（小河滋次郎の妻）
- 養女: 河野崎（河野通倫三女、宇都宮友枝の妻、菅野盛次郎の妻）
- 玄孫: 清浦夏実（女優・歌手）

## 栄典
位階
- 1884年（明治17年）6月30日 - 従五位[40]
- 1890年（明治23年）7月11日 - 従四位[41]
- 1896年（明治29年）10月10日 - 正三位[42]
- 1942年（昭和17年）11月5日 - 従一位[43]

爵位
- 1902年（明治35年）2月27日 - 男爵[44]
- 1907年（明治40年）9月21日 - 子爵 [45]
- 1928年（昭和3年）11月10日 - 伯爵[46]

勲章など
| 受章年                     | 略綬 | 勲章名                   | 備考 |
| -------------------------- | ---- | ------------------------ | ---- |
| 1887年（明治20年）11月25日 |      | 勲六等単光旭日章         |      |
| 1889年（明治22年）11月29日 |      | 大日本帝国憲法発布記念章 |      |
| 1890年（明治23年）12月26日 |      | 勲五等瑞宝章             |      |
| 1893年（明治26年）12月28日 |      | 勲四等瑞宝章             |      |
| 1895年（明治28年）12月29日 |      | 勲三等瑞宝章             |      |
| 1897年（明治30年）6月26日  |      | 勲二等瑞宝章             |      |
| 1903年（明治36年）12月26日 |      | 勲一等瑞宝章             |      |
| 1906年（明治39年）4月1日   |      | 旭日大綬章               |      |
| 1906年（明治39年）4月1日   |      | 明治三十七八年従軍記章   |      |
| 1912年（大正元年）8月1日   |      | 韓国併合記念章           |      |
| 1915年（大正4年）11月10日  |      | 大礼記念章（大正）       |      |
| 1920年（大正9年）9月4日    |      | 旭日桐花大綬章           |      |
| 1930年（昭和5年）12月5日   |      | 帝都復興記念章           |      |
| 1940年（昭和15年）8月15日  |      | 紀元二千六百年祝典記念章 |      |
| 1942年（昭和17年）11月5日  |      | 大勲位菊花大綬章         |      |

外国勲章佩用允許
| 受章年                     | 国籍           | 略綬 | 勲章名                           | 備考 |
| -------------------------- | -------------- | ---- | -------------------------------- | ---- |
| 1892年（明治25年）3月23日  | オスマン帝国   |      | オスマニエ第三等勲章             |      |
| 1906年（明治39年）10月30日 | ベルギー王国   |      | レオポール勲章グランクロアー     |      |
| 1924年（大正13年）5月19日  | フランス共和国 |      | レジオンドヌール勲章グランクロア |      |

## 備考
- 秩父事件の際、埼玉県令の吉田清英は、鎮定に功があったとして江夏警部長に下賜金が下されるよう内務省に求めている。しかし警保局長であった清浦は特別な任務を行ったわけではないとしてこれを差し戻している[63]。
- 清浦は東京府東京市大森区（現：東京都大田区）に私邸を構えて長く在住、1939年（昭和14年）に設立された大森倶楽部の初代名誉会長を務めたほか、清浦邸があった場所の目前に在る坂は2015年に大田区によって『清浦さんの坂』と命名され、標識も建立された[64]。
- 茅ヶ崎や小田原、京都に別荘を所有した。
- 同郷の後輩で京都学派東洋史学創始者の一人である狩野直喜（京都帝国大学教授）に漢詩を習っていた[65]。
- 1930年（昭和5年）10月1日、この日から運行を開始した東海道本線の特急燕号の一番列車に乗車、東京から京都を移動した[66]。

## 関連作品
映画
- 草の乱（2004年、演：田中隆三）

テレビドラマ
- 知られざる清浦奎吾の生涯 熊本初の総理大臣（2000年11月3日、テレビ熊本郷土の偉人シリーズ、演：永島敏行）